# Nyceryx creusa
Nyceryx creusa är en fjärilsart som beskrevs av Rothschild 1894. Nyceryx creusa ingår i släktet Nyceryx och familjen svärmare. Inga underarter finns listade i Catalogue of Life.